# اللواء 1 حماية رئاسية (اليمن)
اللواء الأول حماية رئاسية هو أحد ألوية الجيش اليمني كان يعرف مسبقاً بأسم الحرس الخاص  أو اللواء الأول حرس خاص وكان حينها يتبع الحرس الجمهوري وكانت مهمته حماية دار الرئاسة وحماية القصور الرئاسية، وكان يقوده طارق محمد عبد الله صالح أبن أخ علي عبد الله صالح ، وفي مساعي الرئيس عبد ربه منصور هادي لهيكلة الجيش اليمني وتفكيك القوة العسكرية من أيدي أقارب علي عبد الله صالح بعد ثورة الشباب اليمنية ، أصدر الرئيس هادي في 6 أبريل 2012 قرار بتعيين العميد صالح محمد الجمعيملاني قائداً للحرس الخاص.
في 6 أغسطس 2012 تم ضم لواء الحرس الخاص إلى قوات الحماية الرئاسية وفصلها من الحرس الجمهوري وسمي رسمياً بأسم (اللواء الأول حماية رئاسية)
بعد انقلاب اليمن 2014 وعملية عاصفة الحزم يعتبر اللواء من القوات المؤيدة لعلي عبد الله صالح والحوثيون.

## تاريخ
سيطر المسلحون الحوثيون على دار الرئاسة في 19 يناير 2015 بعد اشتباكات مع الحرس الرئاسي،  وأقتحموا معسكرات للجيش ومقر اللواء الأول حماية رئاسية.